# لی کیفر
لی کیفر (انگلیسی: Lee Kiefer؛ زادهٔ ۱۵ ژوئن ۱۹۹۴) شمشیرباز اهل ایالات متحده آمریکا است.
از افتخارات وی میتوان به کسب مدال طلا شمشیربازی فلوره انفرادی در بازی‌های المپیک تابستانی ۲۰۲۰ اشاره کرد.